# WC Kwadrans
WC Kwadrans – program Wojciecha Cejrowskiego nadawany w TVP1 w latach 1994–1996, głównie za prezesury Wiesława Walendziaka (od stycznia 1994 do kwietnia 1996). Prowadzący prezentował konserwatywne poglądy na kwestie społeczne i promował pozytywne znaczenie słowa "ciemnogród", określające przywiązanie do tradycyjnych wartości. Program zgodnie z założeniami autora miał mieć charakter widowiskowy, prześmiewczy, satyryczny i skandalizujący.
Charakterystycznymi elementami były puszczane przez prowadzącego wideoklipy z muzyką country oraz uderzanie kubkiem w stół.
Za organizację programu odpowiadał ojciec prowadzącego, Stanisław Cejrowski.
Autor programu wydał dwie książki, które były nawiązaniem do treści prezentowanych w programie:
- Kołtun się jeży
- Młot na lewicę